# Oratorio dei Santi Rocco e Sebastiano (Riviera)
L'oratorio dei Santi Rocco e Sebastiano è un edificio religioso situato a Lodrino, frazione del comune di Riviera in Canton Ticino, in località Verscio.

## Storia
Citato già nel 1567, fu rimaneggiato nel 1635 e ampliato nel 1794. 

## Descrizione
Ospita alcuni affreschi dell'inizio del XIX secolo. Nel coro: frammento di una Madonna del XVII secolo. La pala d'altare opera di Carlo Martino Biucchi di Castro fu trasferita nella chiesa parrocchiale di Sant'Ambrogio.
| Controllo di autorità | VIAF (EN) 268350940 · LCCN (EN) nb2004303067 |